# Филипсбург (Њу Џерзи)
Филипсбург (енгл. Phillipsburg) град је у америчкој савезној држави Њу Џерзи. По попису становништва из 2010. у њему је живело 14.950 становника.

## Демографија
Према попису становништва из 2010. у граду је живело 14.950 становника, што је 216 (1,4%) становника мање него 2000. године.
| Група             | 2000.          | 2010.          |
| Белци             | 13.495 (89,0%) | 11.555 (77,3%) |
| Афроамериканци    | 527 (3,5%)     | 1.120 (7,5%)   |
| Азијати           | 126 (0,8%)     | 228 (1,5%)     |
| Хиспаноамериканци | 816 (5,4%)     | 1.767 (11,8%)  |
| Укупно            | 15.166         | 14.950         |